# Edmundo Morán
Edmundo Morán González (Gijón, Asturias, España, 30 de marzo de 1889-ib., 21 de febrero de 1962) fue un futbolista y entrenador español. Jugaba de centrocampista y el principal equipo a lo largo de su carrera deportiva fue la Sportiva Gijonesa, un club gijonés de inicios del siglo XX. 

## Trayectoria
No se conoce con exactitud la fecha en la que comenzó su carrera deportiva a principios del siglo XX, pero lo que sí se sabe es que lo hizo en la Sportiva Gijonesa. Se mantuvo en dicho club hasta 1914, cuando fichó por el Real Sporting de Gijón, que por aquel entonces se estaba convirtiendo ya en el principal equipo de la ciudad de Gijón.
Con el Sporting disputó un total de tres encuentros oficiales, los primeros que disputó el equipo en 1916, y multitud de partidos amistosos en los que era el encargado de tirar los penaltis. Abandonó la práctica del fútbol en el año 1918, tras haber estado vinculado a la entidad durante cuatro temporadas. Posteriormente, se le dio un banquete como homenaje a su participación en el equipo aprovechando que también se retiraban los hermanos Senén y Saturnino Villaverde.
Tras su retirada siguió vinculado al equipo gijonés llegando a actuar como entrenador en 1926 y siendo directivo de la entidad en 1946. También fue directivo del Club Natación de Gijón en 1929.

## Clubes
| Club                   | País   | Año          |
| ---------------------- | ------ | ------------ |
| Sportiva Gijonesa      | España | c. 1904-1914 |
| Real Sporting de Gijón | España | 1914-1918    |